# Dorfkirche Boberow

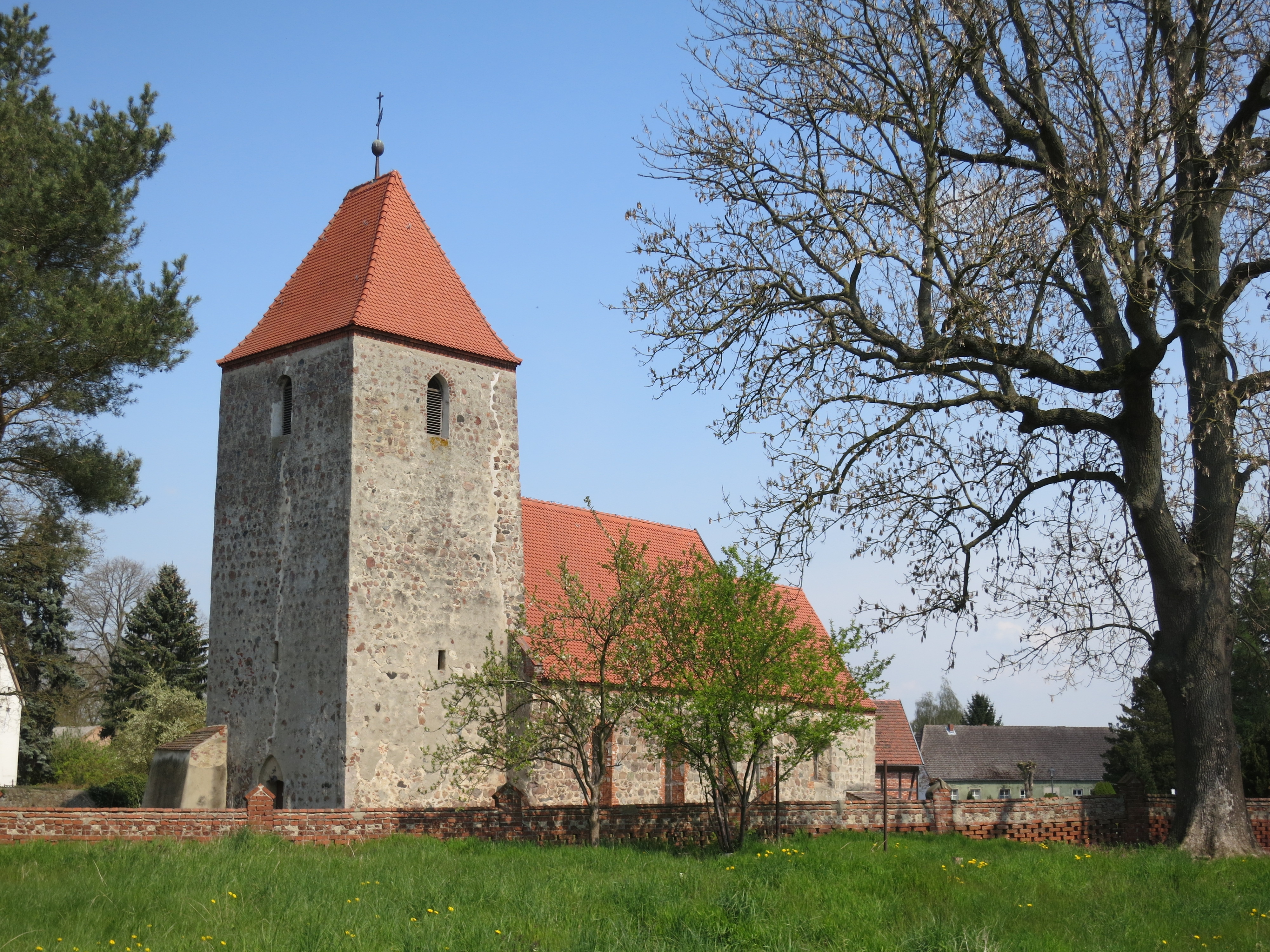
Dorfkirche Boberow

Die evangelische, denkmalgeschützte Dorfkirche Boberow steht in Boberow, einem Ortsteil der Gemeinde Karstädt im Landkreis Prignitz in Brandenburg. Die Kirche gehört zur Gesamtkirchengemeinde Westprignitz im Kirchenkreis Prignitz der Evangelischen Kirche Berlin-Brandenburg-schlesische Oberlausitz.

## Beschreibung
Die Saalkirche wurde um 1300 aus Feldsteinen erbaut. Sie besteht aus einem Langhaus und einem eingezogenen, gerade geschlossenen Chor im Osten, die beide mit Satteldächern bedeckt sind, und einem querrechteckigen Kirchturm im Westen vom Anfang des 16. Jahrhunderts, der quer mit einem Walmdach bedeckt ist. 
Der Innenraum, der Emporen an drei Seiten hat, ist mit einer Flachdecke überspannt. Die Kirchenausstattung, wie der Kanzelaltar, erfolgte 1864 einheitlich neugotisch. Die Orgel mit neun Registern, einem Manual und einem Pedal wurde 1864 vom Unternehmen Ibach gebaut.